# Cache Creek Terrane
Il Cache Creek Terrane (nella letteratura in lingua inglese indicato anche come Cache Creek Melange) è un terrane localizzato nella Columbia Britannica e nella parte meridionale dello Yukon, in Canada.
Il terrane, la cui origine è situabile tra il Carbonifero e il Giurassico inferiore, consiste di rocce vulcaniche, rocce carbonatiche, clasti con piccole quantità di rocce ultrafemiche, selce e argillite.
Nel Cache Creek Terrane sono comprese tre formazioni geologiche: il Sitlika Assemblage, la successione Tezzeron e il Cache Creek Complex.